# 三星廣場
三星廣場（英語：Samsung Plaza）在2009年被重新命名為AK廣場盆唐店。其舊址位於京畿道城南市盆唐區書峴洞。
三星集團於1997年在盆唐區開設了三星廣場一號店，其涵蓋內容包括：名牌專櫃、咖啡廳、餐廳、娛樂室、百貨公司等等的娛樂設施。在第一年的財務收入為27億韓圜，至2004年收則翻倍到達54億韓圜。
2007年，三星集團與AK廣場達成協議，將三星廣場出售給AK集團，至此三星廣場結束營業，並改稱AK廣場盆唐店。這是繼新世界百貨店後三星再次退出百貨業。